# گاز تک اتمی
گاز تک اتمی (به انگلیسی: Monatomic gas) در توصیف گازی به‌کار می‌رود که ساخته شده از اتمهای منفرد است. این عبارت معمولاً در مورد گازها استفاده می‌شود، اتم‌هایی که به یک‌دیگر متصل نشده و تشکیل مولکول نداده‌اند. در شرایط استاندارد، گازهای نجیب مانند هلیوم، آرگون، کریپتون، زنون،رادون و اوگانسون نمونه‌هایی از این نوع گازها هستند. با این‌حال، ذکر این نکته دارای اهمیت است که در دماهای به‌قدر کافی بالا و در فاز گازی، تمام عناصر شیمیایی به‌صورت گازهایی تک اتمی خواهند بود. رفتار ترمودینامیکی یک گاز تک اتمی در مقایسه با گازهای چند اتمی بسیار ساده است، چراکه گازهای تک اتمی برخلاف گازهای چند اتمی، عاری از سطوح انرژی مربوط به تغییرات چرخشی یا ارتعاشی است.